# Museo Chrysler

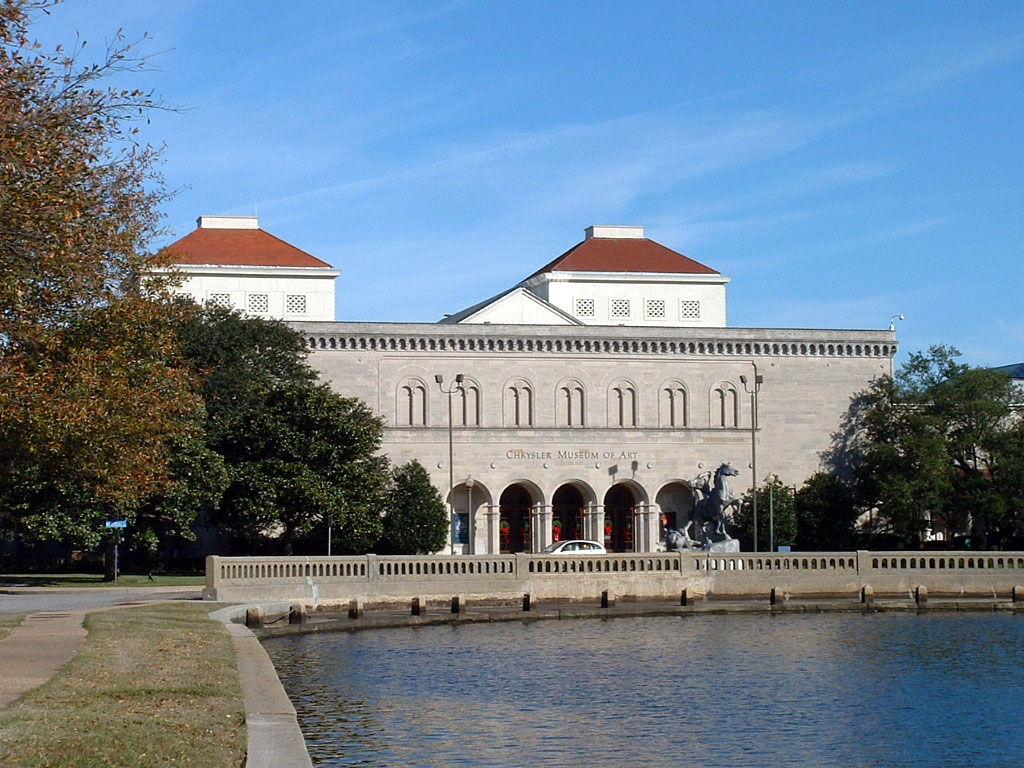
Vista del museo

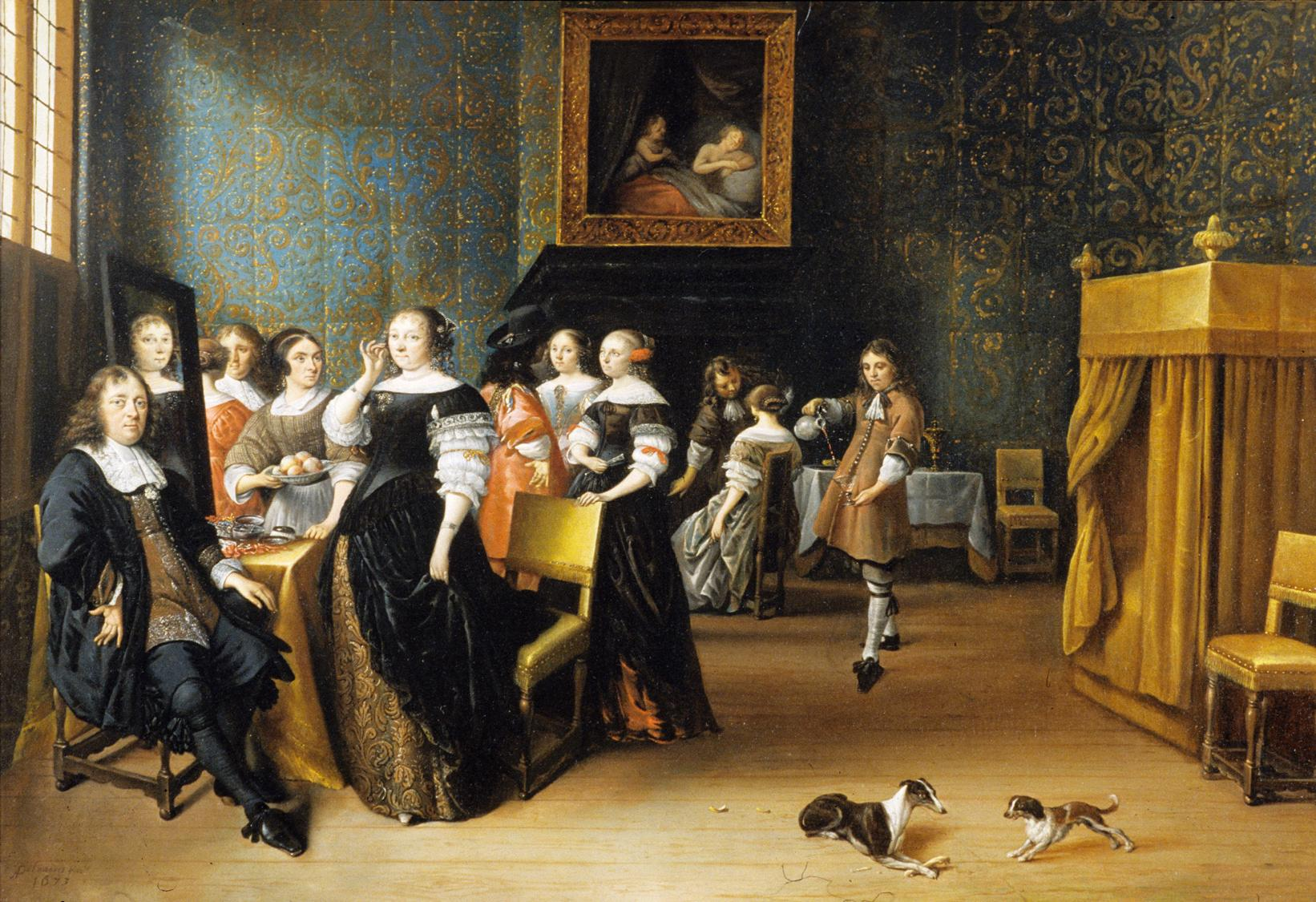
Fiesta de boda, cuadro de Anthoine Palamedesz.

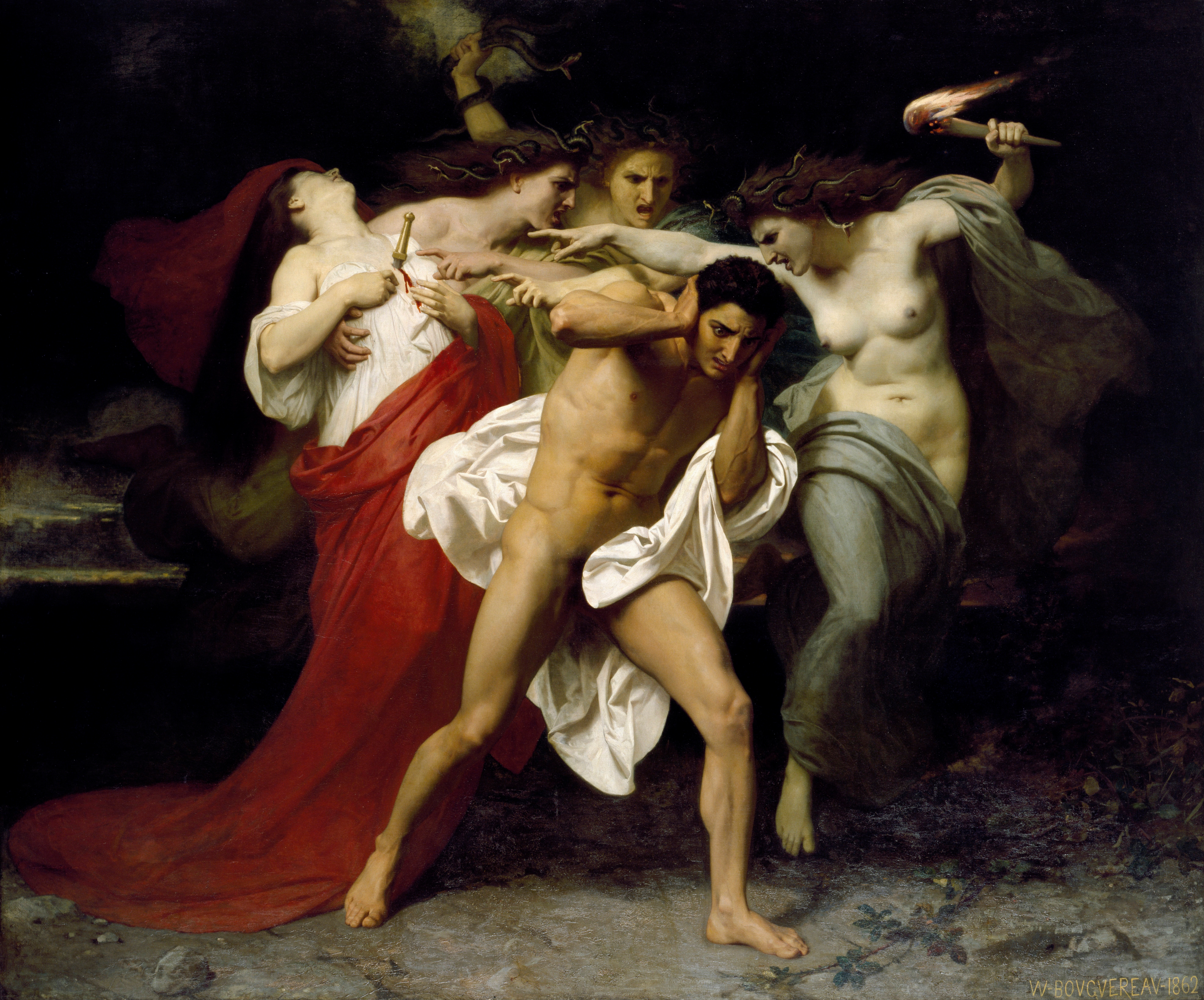
William-Adolphe Bouguereau, Orestes perseguido por las Furias.

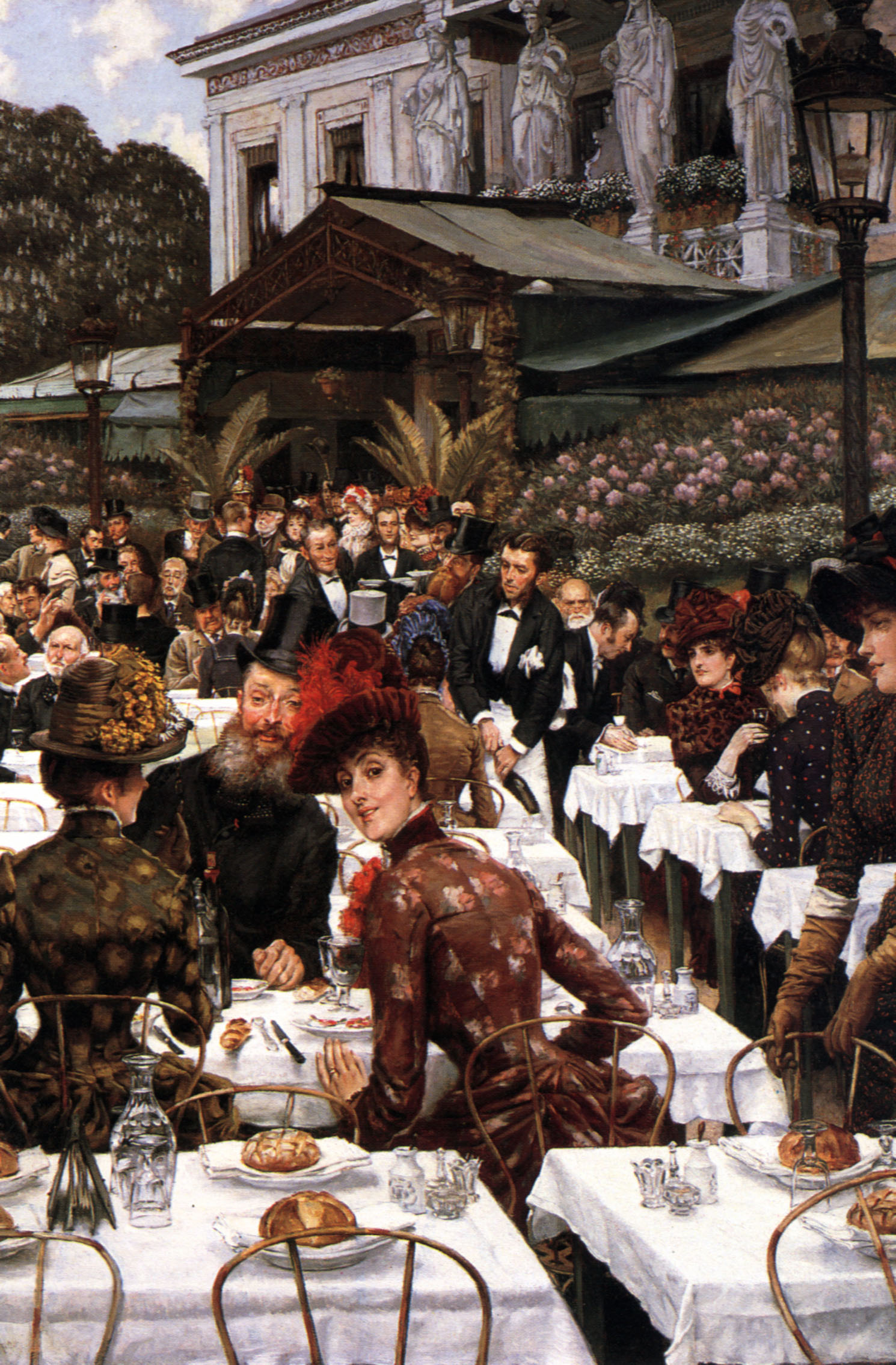
James Tissot, La mujer del artista en un restaurante.

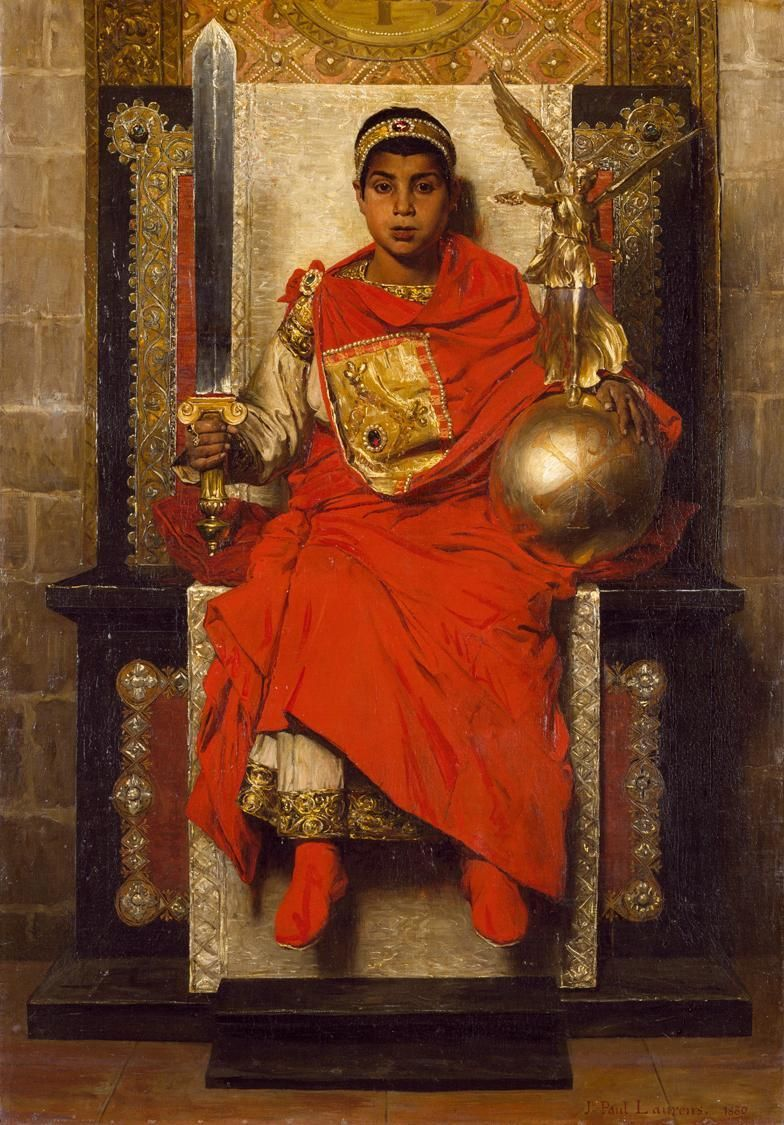
El emperador bizantino Honorio, cuadro de Jean-Paul Laurens.

El Museo Chrysler de Arte de Norfolk (Virginia) es un museo público con apoyo privado que debe su nombre a la especial protección dispensada por el magnate Walter P. Chrysler hijo, propietario de la famosa firma automovilística y reputado coleccionista. Su nombre oficial en inglés es Chrysler Museum of Art y su sede principal se halla en el nº 245 de West Olney Road, en Norfolk. La institución gestiona además dos mansiones antiguas.
El museo se fundó en 1939 bajo el nombre de Museo de Artes y Ciencias de Norfolk. Fue en 1971 cuando se produjo la donación Chrysler, una colección privada que dio un vuelco al centro en especial en lo tocante a arte europeo. Desde el fallecimiento del magnate en 1989, el museo ha proseguido su desarrollo con más adquisiciones.
El museo ocupa un edificio de influencia italiana frente al río Elizabeth. Alberga una colección enciclopédica de 30.000 piezas, que abarca casi cinco milenios de historia. Se incluye un llamativo y comprensivo conjunto de pintura y escultura de Europa y EE. UU., una colección de objetos de vidrio de fama mundial, muebles de estilo Art Nouveau, arte africano, asiático, egipcio y precolombino, así como fondos de fotografía moderna. Según un crítico del New York Times, el museo posee piezas «por las que cualquier museo del mundo mataría».

## Dos mansiones históricas
El Museo Chrysler tiene adscritas dos mansiones históricas de Norfolk:
- La casa de Moses Myers: Perteneció a un próspero comerciante judío del siglo XVIII. Conserva la ambientación típica de aquella época.
- La casa Willoughby-Baylor: Situada en el centro de la vieja Norfolk, alberga exhibiciones temáticas que ilustran la historia de la ciudad.

## Colecciones de pintura
La colección europea de pintura y escultura es uno de los máximos atractivos del Museo Chrysler. Se cuenta entre las más distinguidas de su especie en EE. UU. Donada en gran parte por Walter P. Chrysler hijo, abarca desde tablas de Domenico Veneziano y Jan Gossaert hasta lienzos vanguardistas de Matisse y Braque. El perfil de la colección refleja el extraordinario interés del magnate Chrysler por el arte, su amplia visión y su particular pasión por la pintura italiana y francesa.
Desde la muerte del Sr. Chrysler, la colección ha seguido creciendo gracias al apoyo institucional y al patrocinio de donantes privados.
Dentro de la colección europea, sobresale el arte italiano, con un busto de Bernini (El Salvador) y pinturas de  Veronés (Aparición de la Virgen y el Niño a san Antonio y san Pablo), Bernardo Cavallino (Caída camino del Calvario), Guido Reni (Encuentro de David y Abigail), Salvatore Rosa (El bautismo del eunuco), Domenico Veneziano (Retrato de Michele Olivieri, h. 1445), Luca Giordano (Baco y Ariadna) y Giambattista Pittoni (Memorial to James, First Earl of Stanhope).
La pintura de los Países Bajos sobresale con ejemplos de Jan Gossaert (La Virgen con el Niño), Martin van Heemskerck (Concierto de Apolo y las Musas en el monte Helicón, 1565), Rubens (Retrato de hombre con sable, h. 1598-99) y Van Dyck (San Sebastián).
El arte francés incluye ejemplos desde el barroco hasta Matisse, con nombres como Georges de La Tour (San Felipe), François Boucher (El vendedor de verduras), William-Adolphe Bouguereau (Orestes perseguido por las Furias), Corot (Paisaje tormentoso), Édouard Manet (Los pequeños caballeros, copia de un cuadro que se atribuía a Velázquez), Degas (Bailarina con ramos de flores), Eugène Delacroix (Jinete árabe dando la señal), Paul Gauguin (La pérdida de la virginidad), Renoir (Las hijas de Durand-Ruel, 1882) y Alexander Calder.
La pintura española cuenta con un repertorio más corto, si bien incluye a Claudio Coello (Visión de san Antonio de Padua) y Velázquez, con un Retrato de hombre de autoría bastante convincente.
El Retrato de Miss Montagu de Thomas Gainsborough es un buen ejemplo de la pintura británica del siglo XVIII.
La colección se extiende hasta el arte contemporáneo, con ejemplos de Roy Lichtenstein, Mark Rothko y Franz Kline.